# Time Trax
Time Trax foi um série de televisão de ficção científica coproduzida pelos Estados Unidos e Austrália, e exibida entre 1993 e 1994, pelo canal Prime Time Entertainment Network. Esta foi a última produção da Lorimar Television.

## Enredo
A série conta a história de um policial, vindo do futuro, que tem que procurar criminosos que escaparam da prisão no futuro. 